# Koukoúli (Ioánnina)
Koukoúli, en grec moderne : Κουκούλι, est un village du dème de Zagóri, district régional d'Ioánnina, en Épire, Grèce.
Selon le recensement de 2011, la population du village compte 39 habitants.